# فاش (ویرجینیای غربی)
فاش (به انگلیسی: Foch) یک منطقهٔ مسکونی در ایالات متحده آمریکا است که در شهرستان بونی، ویرجینیای غربی واقع شده‌است.